# Crocodylus thorbjarnarsoni
Crocodylus thorbjarnarsoni — вимерлий вид крокодилів з пліоцену та плейстоцену басейну Туркана в Кенії. Він тісно пов'язаний з видом Crocodylus anthropophagus, який жив у той же час в Танзанії. C. thorbjarnarsoni може бути найбільшим відомим справжнім крокодилом, причому найбільший знайдений череп вказує на можливу загальну довжину до 7,6 м. Можливо, це був хижак ранніх гомінідів. Crocodylus thorbjarnarsoni був названий Крістофером Брошу та Гленном Сторрсом у 2012 році на честь Джона Торб’ярнарсона, природоохоронця, який працював над захистом загрожених крокодилів.